# Saleuscex
Saleuscex (ou Salaussex) est une ancienne tour de guet de forme carrée construite probablement au Xe siècle au sommet du Cubly ou Cubli (alt. 1 157 m) dominant la ville de Montreux. 

## Histoire et légende
Ce point fortifié a servi de lieu de surveillance et de refuge. En 1620, Gabriel de Blonay vendit à ses sujets du Châtelard le grand bois de Cubli, où la tour avait été bâtie, pour le prix de 25 000 florins. Il n’en reste que les fondations. 
Des légendes se rattachent à ce lieu,,, : Alfred Cérésole relate dans ses Légendes des Alpes Vaudoises la légende selon laquelle une femme voilée apparaîtrait dans les ruines à minuit, en poussant des soupirs. Il s'agirait d'Éléonore, la fille d'Archibald d'Aigremont. Lorsque le Château d'Aigremont, dont les ruines sont situées sur le territoire de l'actuelle commune d'Ormonts-dessous est passé aux mains des comtes de Gruyère en 1452, Archibald et sa fille auraient trouvé refuge à Saleuscex, auprès de la famille de Blonay. Eléonore, tout en prenant soin de son père, aurait noué une relation avec son cousin Berthold de Blonay. Cette relation aurait déplu à Archibald, craignant de perdre sa fille si elle venait à épouser Berthold, et il serait entré dans une terrible fureur, forçant Berthold à fuir Saleuscex. Pris de remords et voyant la mort arriver, Archibald aurait fait promettre à sa fille de consacrer le reste de ses jours à prier pour son âme. Après la mort de son père, Eléonore se serait retirée dans un monastère jusqu'à sa propre mort. Depuis sa mort, son âme reviendrait errer près des ruines de Saleuscex.
Saleuscex signifie le Scex ou le Rocher de Sales. Sales est un des villages qui constitue la ville de Montreux.

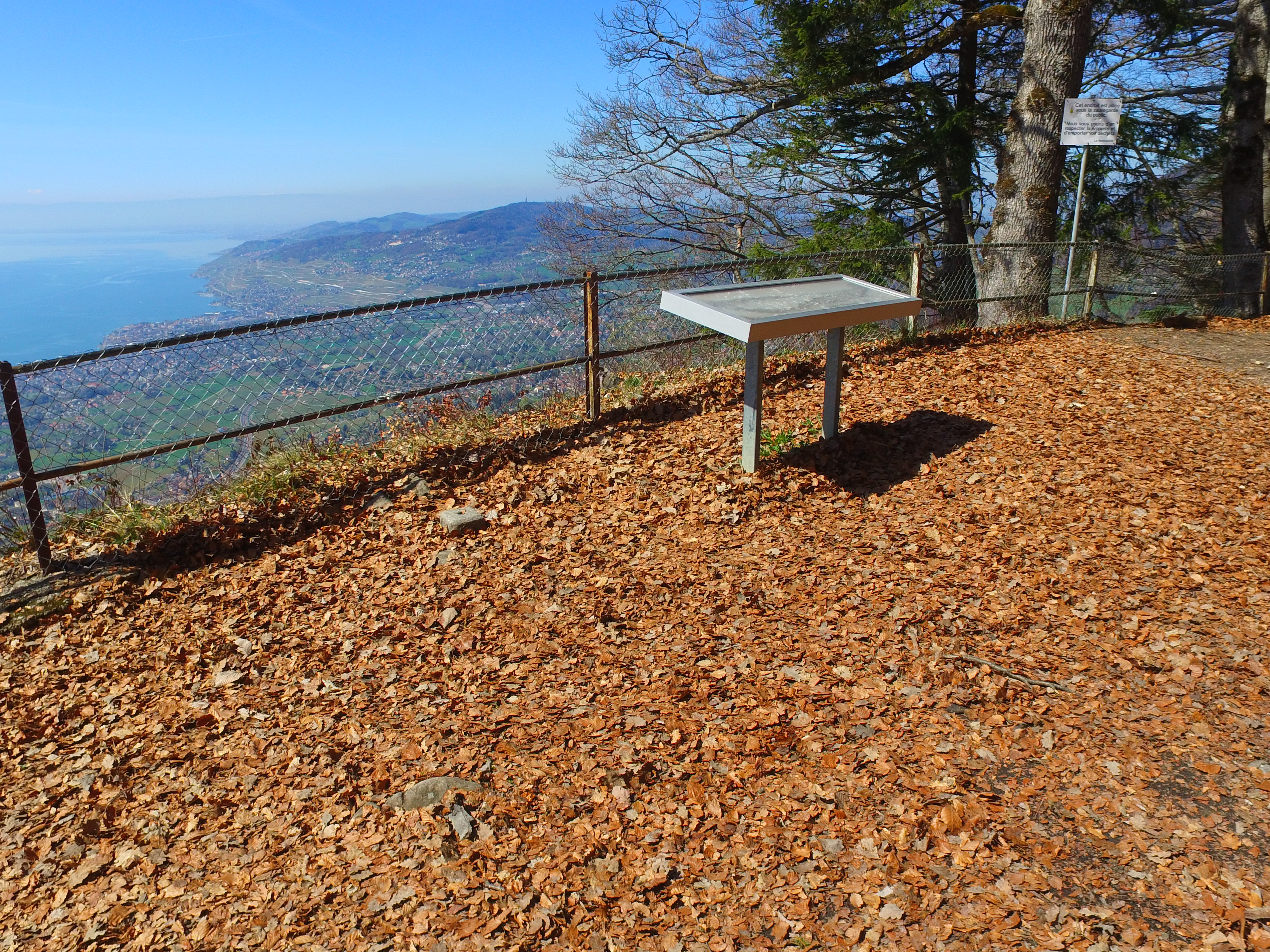
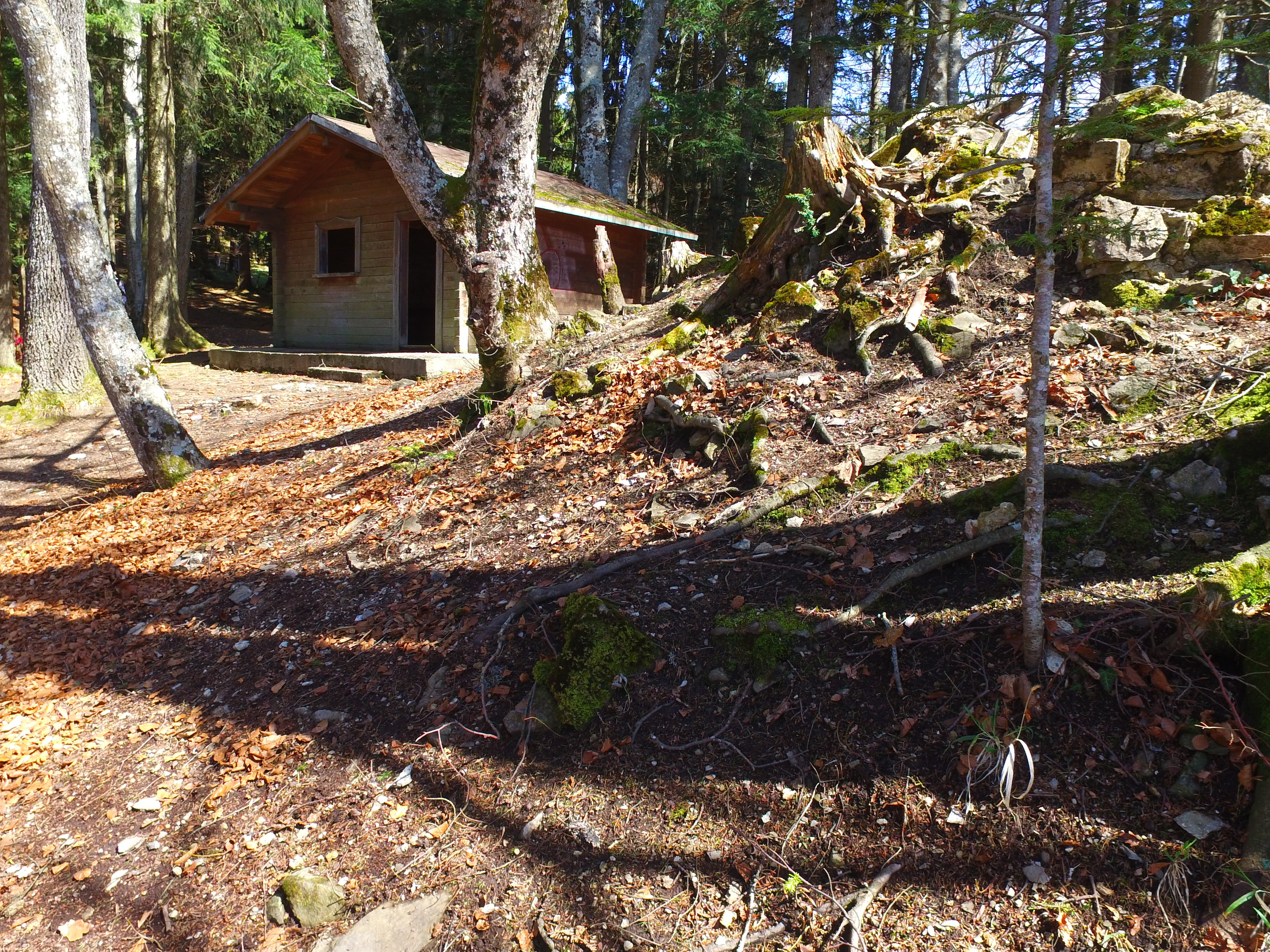
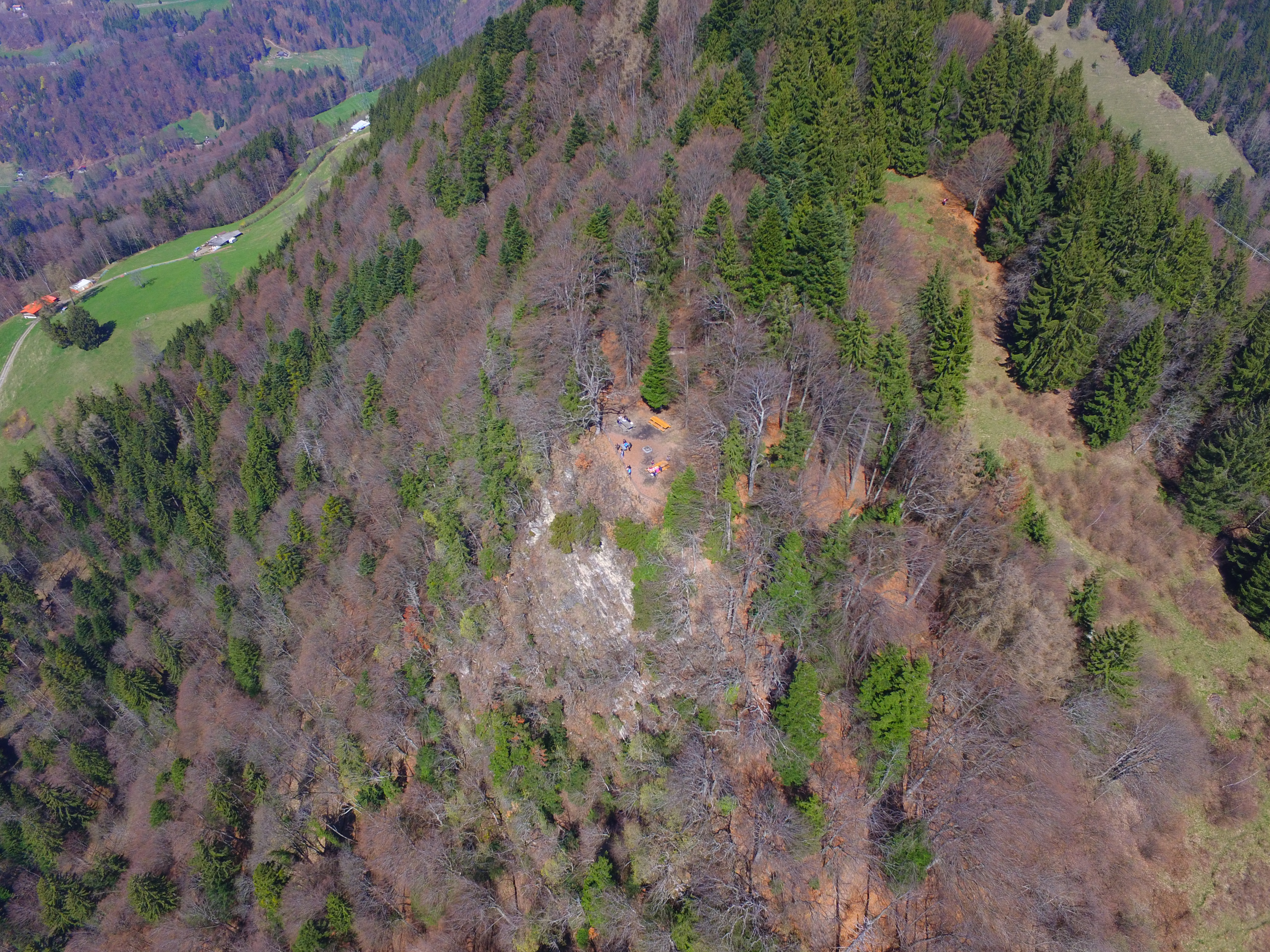
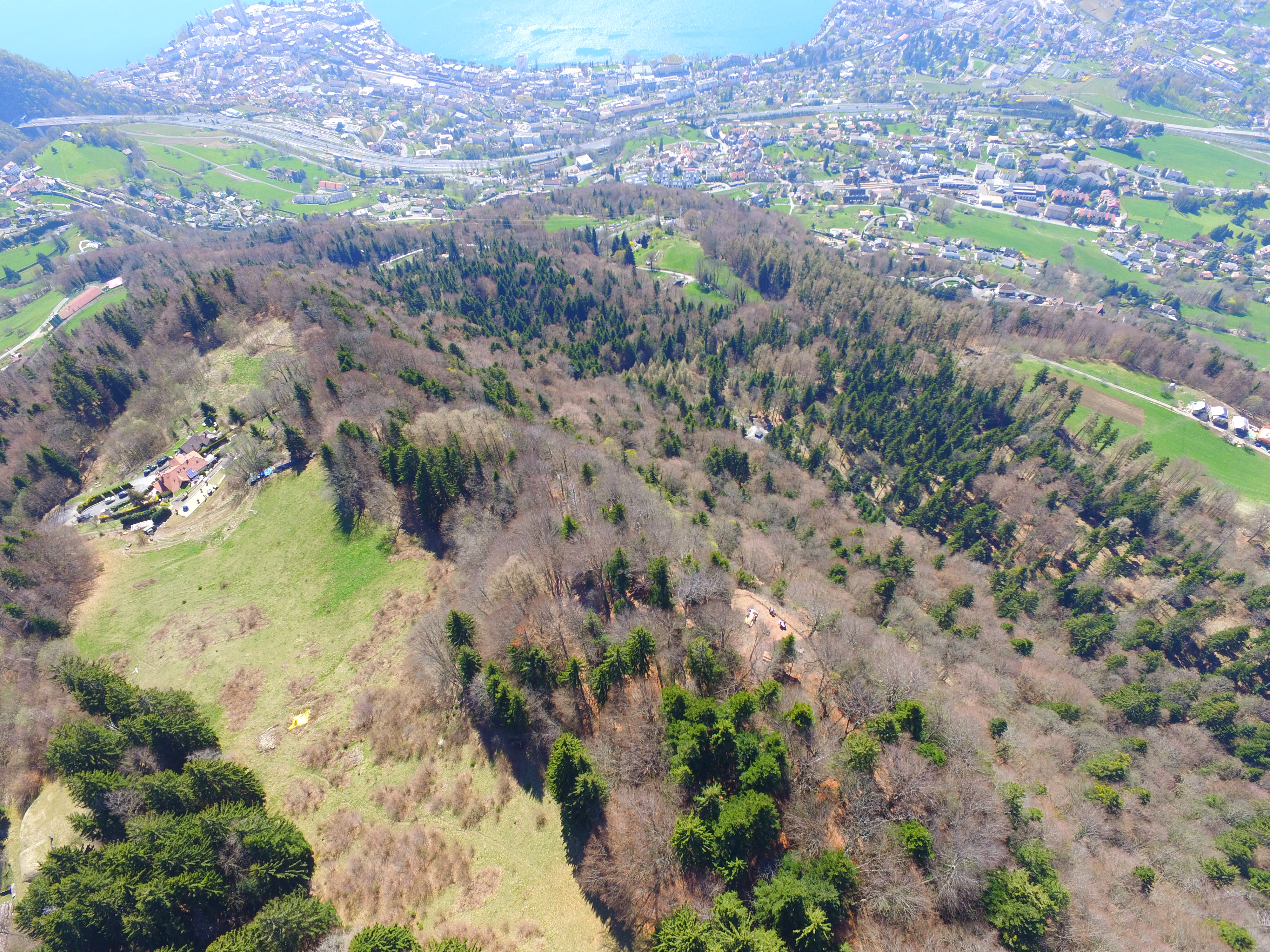

## Brigade de Saleuscex
Les scouts de Montreux, actifs depuis 1912 se réunissent depuis le milieu du siècle sous la bannière de la Brigade de Saleuscex. Parmi leur vaste palette d'activités, ils entreprennent une fois par an la montée au Cubly, jusqu'aux dites ruines de la Tour de Saleuscex. Au sommet a lieu un petit noël scout avant une descente jusqu'à Montreux avec pour seule lumière des torches de leur fabrication.